# Burg Himeji

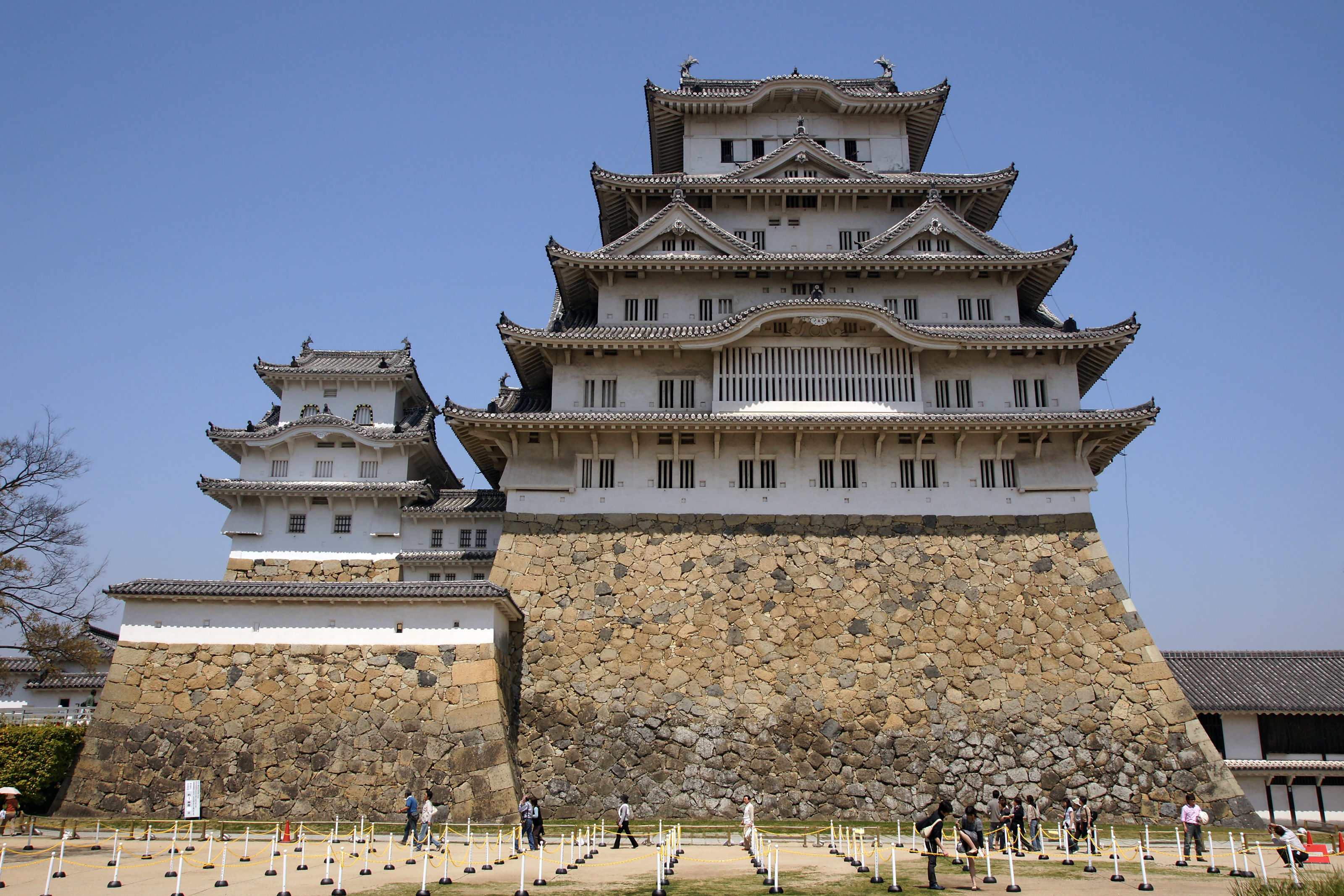
Der Hauptturm (2009)

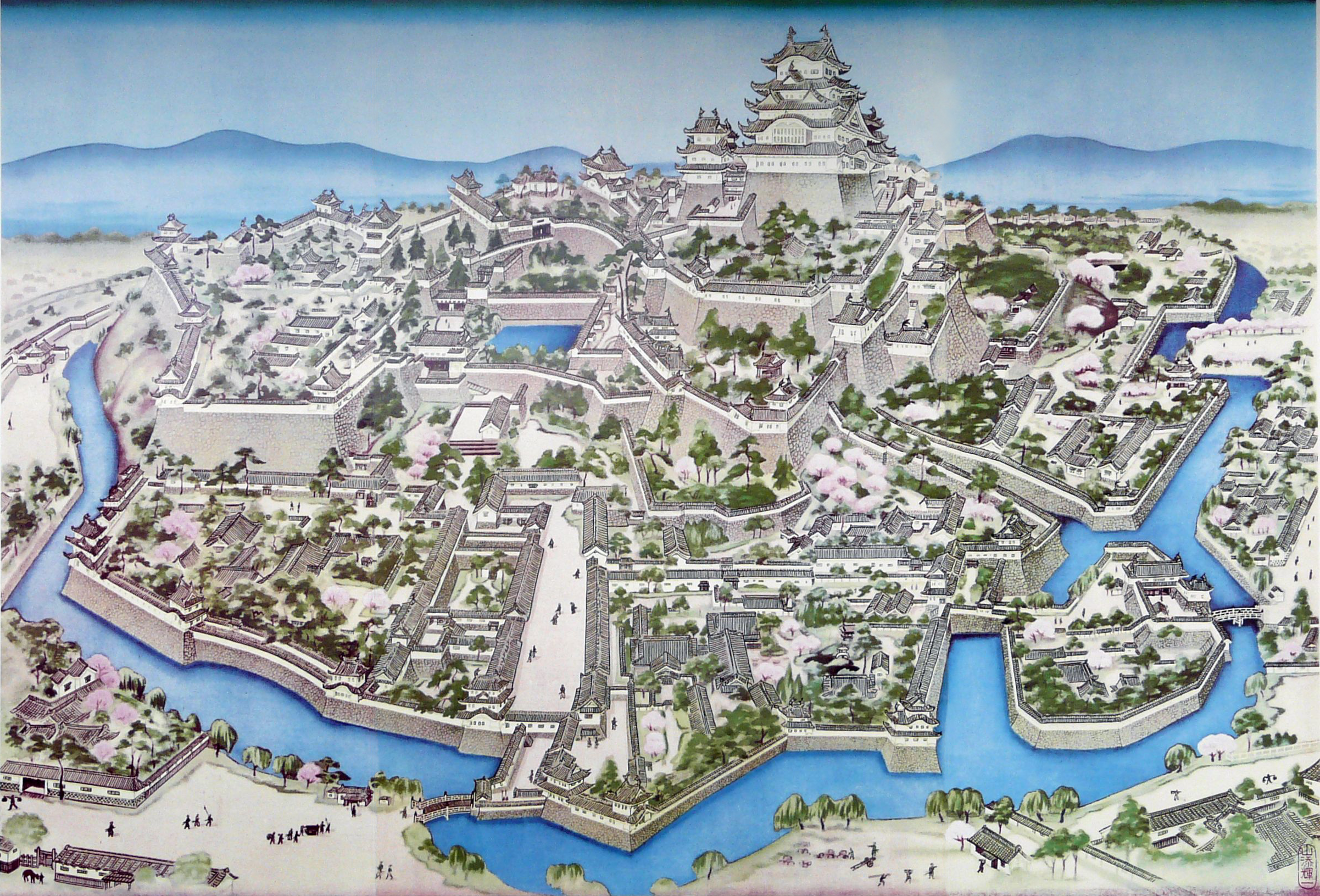
Die Burganlage in der frühen Meiji-Zeit

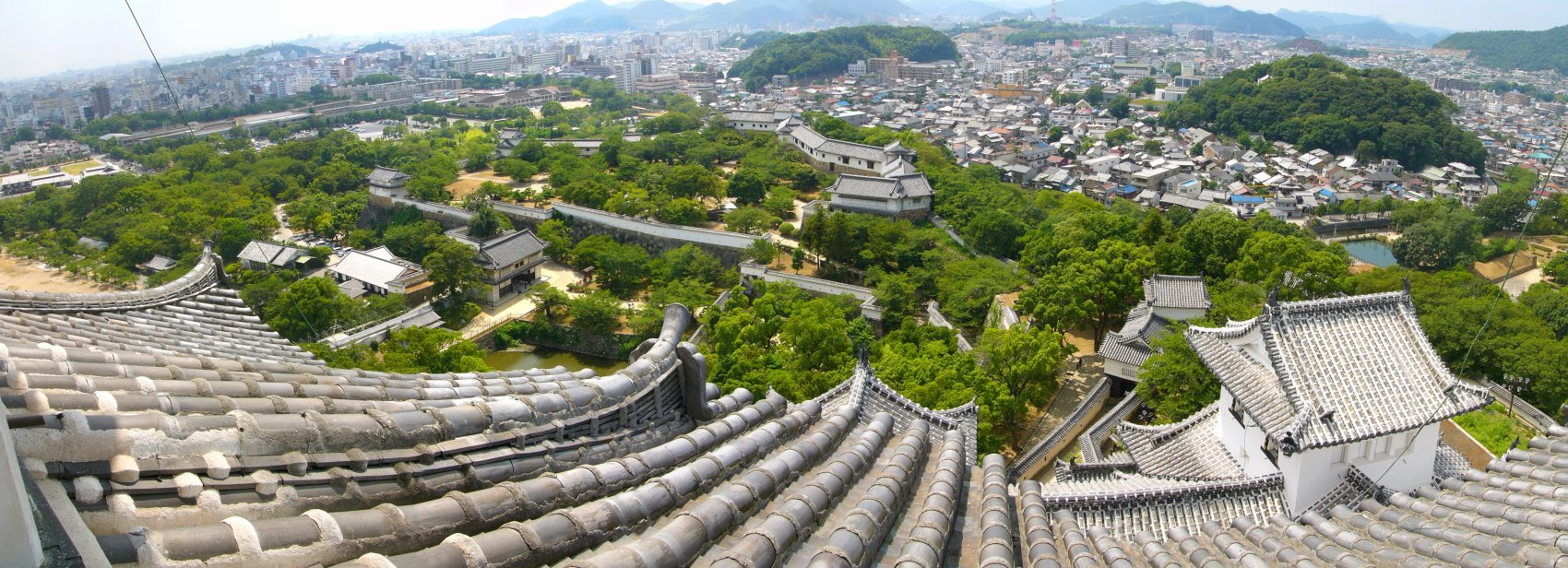
Blick auf die äußeren Verteidigungsanlagen

Die Burg Himeji (japanisch 姫路城, Himeji-jō) befindet sich in der Stadt Himeji in der japanischen Präfektur Hyōgo.
Sie ist eines der ältesten erhaltenen Bauwerke aus dem Japan des 17. Jahrhunderts. Die Burganlage, die aus 83 einzelnen Gebäuden besteht, gilt als schönstes Beispiel des japanischen Burgenbaus und hat den Beinamen Shirasagijō (白鷺城, dt. „Weißer-Reiher-Burg“), eine Anspielung auf ihre weißen Außenmauern und Dächer. Trotz ihrer architektonischen Schönheit, wie z. B. ihr spiralförmiger Grundriss, sind ihre Wehranlagen (nawabari) hoch entwickelt, so dass die Burg als praktisch uneinnehmbar galt.
Die Burg von Himeji gehört zu den nationalen Kulturschätzen Japans, wurde 1956 zur Besonderen historischen Stätte (tokubetsu shiseki) erklärt und 1993 von der UNESCO als Weltkulturerbe anerkannt.
Die Dächer und Wände der Burg wurden von April 2010 bis März 2015 renoviert, wodurch die durch Verschmutzung dunkel gefärbten Dächer wieder ihren weißen Originalzustand erhielten.

## Geschichte
Die ersten Gebäude der Burg wurden zu Beginn der Muromachi-Zeit im Jahr 1346 erbaut. Als Architekt gilt Akamatsu Sadanori, der zuvor den Shomyoji-Tempel am Fuße des Berges Himeji gebaut hatte, an dessen Stelle nun die Burganlage entstand.
Die größte Erweiterung, die oft auch als eigentlicher Baubeginn Himeji-jōs bezeichnet wird, fand 1580 statt, als Toyotomi Hideyoshi die Burg übernahm und dreistöckige Burgtürme erbauen ließ.
Nach der Schlacht von Sekigahara fiel die Burg an Tokugawa Ieyasu, der sie kurz danach Ikeda Terumasa überließ. Dieser erweiterte die Anlage innerhalb einer achtjährigen Bauzeit von 1601 bis 1609 mit typischen Elementen aus der Momoyama-Zeit zu ihrer heutigen Form. Dabei errichtete er auch das fünfstöckige Hauptgebäude (天守閣, tenshukaku). Die letzte größere Erweiterung der Burg wird auf das Jahr 1618 datiert.
Die eigentliche Residenz wurde nach 1868 abgerissen, erhalten sind aber die Wehranlagen um den eindrucksvollen – aber nie zum Wohnen gedachten – tenshukaku.
Auf Ikeda folgten:
- Honda (1617–1639)
- Okudaira (1639–1648)
- Matsudaira (1648–1649)
- Sakakibara (1648–1667)
- Matsudaira (1667–1684)
- Sakakibara (1684–1704)
- Honda (1704–1741)
- Matsudaira (1741–1749)
- Sakai (1749–1868) mit einem Einkommen von 155.000 Koku.

Am Ende des Zweiten Weltkrieges wurde Himeji-jō bombardiert, überstand dies jedoch nahezu unbeschädigt.
Himeji-jō diente bereits mehrfach als Filmkulisse für international bekannte Produktionen: Im Film James Bond 007 – Man lebt nur zweimal (1967) wurde es als Hauptquartier der Japanischen Geheimpolizei gezeigt, im Jahr 1980 diente das Schloss in der nach James Clavells Roman Shogun gedrehten gleichnamigen Fernsehserie als Ersatz für Burg Ōsaka. Ein beträchtlicher Teil des Films Ran (1985) des japanischen Regisseurs Akira Kurosawa spielt dort, und auch Szenen des Samurai-Epos Last Samurai (2003) wurden dort gedreht.

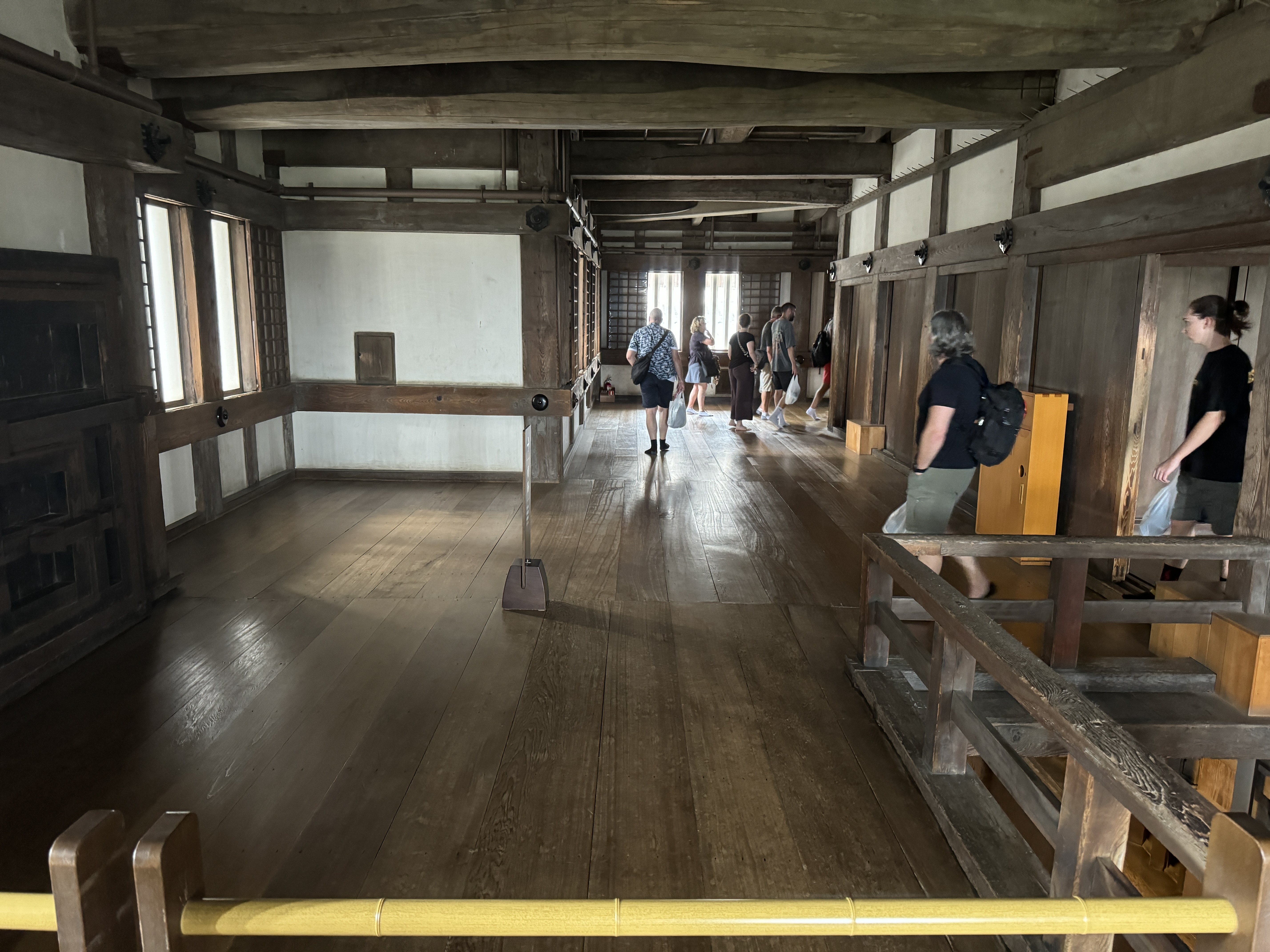
Burg Himeji Innenraum